# Monoclonius
 (juin 2021).
Si vous disposez d'ouvrages ou d'articles de référence ou si vous connaissez des sites web de qualité traitant du thème abordé ici, merci de compléter l'article en donnant les références utiles à sa vérifiabilité et en les liant à la section « Notes et références ».
Genre
Espèce
Monoclonius (signifiant « unique pousse ») est un genre de dinosaures cératopsiens herbivores trouvé dans les couches du Crétacé supérieur de la Formation de Judith River au Montana, aux États-Unis,, et dans les couches rocheuses les plus élevées de la Formation de Dinosaur Park en Alberta, au Canada. Il y a 75 et 74,6 millions d'années. L'hypothèse que Monoclonius forme une seule espèce est débattue.
Edward Drinker Cope a nommé Monoclonius en 1876. Plus tard, la découverte de Centrosaurus, un genre de cératopsiens très similaire, causée par de bien meilleurs restes, a créé une grande confusion taxonomique. Aujourd'hui, on pense généralement que les spécimens de Monoclonius sont des juvéniles ou des subadultes, dans de nombreux cas appartenant à d'autres genres tels que Centrosaurus. Les spécimens qui restent sous le nom de Monoclonius sont pour la plupart trop incomplets ou immatures pour être assortis avec confiance à des spécimens adultes du même temps et du même lieu. Cela est particulièrement vrai pour l'espèce type, Monoclonius crassus. Par conséquent, Monoclonius est maintenant généralement considéré comme un nomen dubium, en attendant une étude plus approfondie.

## Histoire

### Découvertes initiales de Cope
Monoclonius était le troisième cératopsien d'Edward Drinker Cope, après Agathaumas et Polyonax. Cope, assisté du jeune Charles Hazelius Sternberg, a découvert plusieurs fossiles au cours de l'été 1876, près de la Judith River, dans le comté de Chouteau, dans le Montana, à seulement 150 km du site de la bataille de Little Bighorn. Les trouvailles ne représentaient pas un seul squelette, encore moins articulé, mais provenaient de différents endroits. Ensemble, ils comprenaient des éléments de la plupart des parties de l'animal (seuls les pieds étaient totalement absents), y compris la partie de base d'une longue corne nasale, une partie de la collerette crânienne, des cornes sourcils, trois vertèbres cervicales soudées, un sacrum, une ceinture scapulaire, un ilium, un ischium, deux fémurs, un tibia, un péroné et des parties de la patte antérieure. À peine deux semaines après son départ du Montana, Cope décrivit à la hâte et nomma ces découvertes le 30 octobre 1876 comme étant l'espèce-type Monoclonius crassus. L'épithète spécifique signifie « gros » en latin. Comme les cératopsiens n’avaient pas encore été reconnus comme un groupe distinct, Cope n’était pas sûr d’une grande partie des matériaux fossiles, ne reconnaissant pas le noyau de la corne nasale, ni les cornes des sourcils, faisant partie d’une corne fossile. Il a interprété le volant du crâne comme un épisternum, une partie ossifiée du sternum, et les cervicales soudées, il les a prises pour des dorsales antérieures.
Contrairement à ce qui était mentionné dans la plupart des publications scientifiques populaires ou techniques antérieures à 1992, le nom Monoclonius ne signifie pas "corne unique" ni ne fait référence à sa corne nasale distincte unique. En fait, le genre a été nommé avant que l'on sache qu'il s'agissait d'un dinosaure à cornes et qu'il avait déjà été considéré comme un "hadrosaur". Le nom signifie en fait "germe unique", du grec μόνος, monos, "unique" et κλωνίον, klonion, "germe", en référence à la façon dont ses dents ont poussé par rapport à son ancêtre Diclonius ("double germination"), qui a été nommé par Edward Drinker Cope dans le même journal que Monoclonius. Dans Diclonius, Cope a interprété les fossiles comme montrant deux séries de dents utilisées à la fois (un jeu mature et un jeu de remplacement par germination), alors que Monoclonius ne semblait avoir qu’un jeu de dents utilisé comme surface de mastication, les dents de remplacement ne poussant que lorsque les dents matures sont tombées. Ce trait saillant de la dent, dont le spécimen est maintenant perdu, l'empêche presque certainement d'être de la centrosaurine : il s'agit probablement d'un hadrosaurien et a été associé par erreur au reste du matériau type.
Après la description de Triceratops par Othniel Charles Marsh en 1889, Cope réexamina son spécimen de Monoclonius et réalisa que Triceratops, Monoclonius et Agathaumas représentaient un groupe de dinosaures similaires. La même année, il décrivit Monoclonius comme comportant une grosse corne nasale et deux cornes plus petites sur les yeux et une large collerette, dont l'os pariétal avait été retrouvé avec de larges ouvertures. Dans le même article dans lequel Cope a examiné M. crassus, il a également nommé trois autres espèces de Monoclonius. Le premier était Monoclonius recurvicornis, signifiant "avec une corne recourbée", basé sur le spécimen AMNH 3999, un court cornet nasal courbé et deux cornes, qu'il avait déjà rapporté en 1877 mais non associé à M. crassus. Le second était Monoclonius sphenocerus, le "cornet à cornes" du grec σϕηνός, sphènos, "wedge", basé sur le spécimen AMNH 3989, corne nasale longue de 325 millimètres, trouvée par Sternberg en 1876 sur Cow Island dans le Missouri. La troisième espèce était Monoclonius fissus, "la scindée", basée sur le spécimen AMNH 3988, un ptérygoïdien supposé par Cope comme étant un squamosal fendu.
En 1895, pour des raisons financières, Cope fut obligé de vendre une grande partie de sa collection au Musée américain d'histoire naturelle. Cela inclut ses spécimens de Monoclonius qui ont ainsi reçu les numéros d’inventaire AMNH. Les fossiles de M. crassus ont été catalogués sous la référence AMNH 3998. Bien que John Bell Hatcher ait été un des travailleurs de Marsh, il a donc été invité à participer au «camp de Yale» de la guerre des os (la rivalité opposant Cope et Marsh), pour compléter la monographie de Marsh sur le Ceratopsia en utilisant également le matériel de Cope. Hatcher était très critique des méthodes de collecte de Cope. Cope a rarement identifié des spécimens sur le terrain avec des emplacements précis et finissait souvent par décrire des composites plutôt que des individus isolés. Hatcher a réexaminé le spécimen type présumé de M. crassus et a conclu qu'il représentait en fait plusieurs animaux individuels et constituait donc une série de syntypes. Par conséquent, il en choisit un comme lectotype, le fossile portant le nom, et choisit le pariétal gauche distinctif, formant la partie dorsale du volant du cou. Les divers squamosals de la collection qui se trouvaient sur la collerette ne pouvaient pas être associés à ce lectotype et il ne croyait pas que la corne orbitale de Cope (répertoriée sous un numéro différent) lui appartienne. Cette analyse a finalement été publiée par Richard Swann Lull en 1907, après le décès de Hatcher.

### Intrusion deCentrosaurus
Dans les années qui ont suivi l'article de Cope datant de 1889, il semble qu'il y ait eu une tendance à qualifier de Monoclonius tout matériau cératopside provenant des gisements de Judith River. Les premières espèces de dinosaures décrites au Canada étaient des cératopsiennes, en 1902, par Lawrence Lambe, y compris trois nouvelles espèces de Monoclonius basées sur des crânes fragmentés. Deux d'entre elles, Monoclonius belli et Monoclonius canadensis, ont ensuite été considérées comme deux espèces appartenant à des genres distincts: Chasmosaurus belli et Eoceratops canadensis. La troisième, Monoclonius dawsoni, dont l’épithète honore George Mercer Dawson, est basée sur un crâne partiel, spécimen NMC 1173. Un pariétal a été référé à cette espèce, spécimen NMC 971. Cependant, en 1904, Lambe décid de nommer ce pariétal Centrosaurus apertus.
Avec de nouveaux spécimens recueillis par Charles H. Sternberg, il a été accepté que Centrosaurus était distinctement distinct de Monoclonius, du moins par Lambe. Cela a été contesté dans un article de 1914 de Barnum Brown qui a examiné Monoclonius et Centrosaurus, rejetant la plupart des espèces de Cope, ne laissant que M. crassus. Comparant les pariétaux de Monoclonius et de Centrosaurus, il a conclu que toute différence était due au fait que le lectotype de M. crassus était celui d'un vieil animal et endommagé par l'érosion. Cela signifierait que les deux étaient synonymes, le nom Monoclonius étant prioritaire. Dans le même article, il nomme une autre espèce: Monoclonius flexus, "la courbe", basée sur le spécimen AMNH 5239, un crâne retrouvé en 1912 et doté d'une corne nasale incurvée vers l'avant. En 1915, Lambe répond à Brown dans un autre article - la revue de la Ceratopsia dans laquelle Lambe établit trois familles - transférant M. dawsoni à Brachyceratops et M. sphenocerus à Styracosaurus. Cela a laissé M. crassus, qu’il considérait comme non diagnostique, en grande partie à cause de ses dommages et de l’absence de corne nasale. Lambe termine le document en renvoyant M. flexus de Brown à Centrosaurus apertus, l’espèce type de Centrosaurus. Le tour suivant tomba en 1917 sur Brown dans un article sur les centrosaurines albertaines, qui analysait pour la première fois un squelette complet de cératopsiens, spécimen AMNH 5351 découvert par lui en 1914, qu'il nomma Monoclonius nasicornus ("avec le cor du nez" ). Dans le même article, il décrit encore une autre espèce, Monoclonius cutleri, épithète rendant hommage à William Edmund Cutler, d'après le spécimen AMNH 5427, un squelette sans tête présentant des empreintes de peau.
La question a rebondi dans les années à venir jusqu'à ce que R.S. Lull publia sa "Revision of the Ceratopsia" en 1933. Bien que, contrairement à la monographie de 1907, elle comporte relativement peu d'illustrations, elle tenta d'identifier et de localiser tous les spécimens de cératopsiens connus à l'époque. Lull a décrit un autre spécimen presque complet de l'Alberta: AMNH 5341, présenté de manière inhabituelle au musée Peabody à Yale 2015, au Yea's Museum: la moitié gauche montre le squelette, mais le côté droit est une reconstitution de l'animal vivant; Monoclonius (Centrosaurus) flexus. Lull avait décidé que Centrosaurus était un synonyme junior de Monoclonius, mais suffisamment distinct pour mériter un rang subgénérique; il a donc également créé un Monoclonius (Centrosaurus) apertus. Charles Mortram Sternberg, fils de Charles H. Sternberg, établit fermement en 1938 l'existence de formes de type Monoclonius en Alberta - aucun autre spécimen n'est venu du Montana depuis 1876 - et prétend que des différences justifient la séparation des deux genres. Les types Monoclonius étaient plus rares et trouvés dans des horizons antérieurs que les types Centrosaurus, indiquant apparemment que l'un serait ancestral à l'autre. En 1940, M. Sternberg a nommé une autre espèce: Monoclonius lowei. Le nom spécifique rendait hommage à son assistant de terrain, Harold D'acre Robinson Lowe, de Drumheller, qui avait travaillé six saisons sur le terrain entre 1925 et 1937, dans le sud de l'Alberta, avec d'autres travaux au Manitoba et en Saskatchewan. Il a créé une autre combinaison en 1949, renommant Brachyceratops montanensis en Monoclonius montanensis, un changement qui n'est plus accepté aujourd'hui. En 1964, Oskar Kuhn a renommé Centrosaurus longirostris en Monoclonius longirostris. En 1987, Guy Leahy a renommé Styracosaurus albertensis en Monoclonius albertensis; En 1990, Thomas Lehman a renommé Avaceratops lammersi en Monoclonius lammersi. Les deux noms n'ont trouvé aucune acceptation.

## Classification
Au cours des années 1990, la relation entre Monoclonius et Centrosaurus était toujours controversée. Il y avait trois possibilités pertinentes. La première est que, comme Barnum Brown l’a conclu en 1914, Monoclonius crassus est une espèce valable, identique au Centrosaurus apertus. Dans ce cas, Centrosaurus serait un synonyme junior et Monoclonius aurait la priorité. La seconde était que, comme Lambe l'avait pensé, Monoclonius crassus était un nomen dubium, une espèce basée sur des matériaux fossiles si indistincts qu'aucun autre matériau ne pouvait y être associé à juste titre. Dans ce cas, le nom Monoclonius pourrait être ignoré et des espèces de Monoclonius autres que M. crassus - sinon nomina dubia ou nomina nuda elles-mêmes - devraient être référencées à d'autres genres. La troisième possibilité était que Monoclonius et Centrosaurus étaient valides et donc séparés.
La dernière position datait de 1990, défendue par Peter Dodson qui affirmait que le spécimen AMNH 3998, le lectotype de M. crassus, était différent de l'holotype Centrosaurus apertus en ce qu'il avait un pariétal très fin près du bord du volant. Le fait que M. Lowei ait une volaille relativement fine prouve que ce n'était pas simplement une question de variation individuelle. Cependant, en 1997, Scott Sampson et ses collègues ont conclu que le lectotype de M. crassus et tous les spécimens comparables de Monoclonius faisaient référence à nomina dubia car ils représentaient tous des individus juvéniles ou subadultes, comme en témoigne leur structure osseuse juvénile à grain long. Dans certains cas, la forme adulte est une espèce déjà connue, mais dans d'autres, il est possible que l'adulte ne soit pas encore connu de la science. La plupart des espèces de centrosaurine auraient ainsi une phase "Monoclonius" dans leur ontogenèse, ce qui expliquerait pourquoi de tels spécimens peuvent être trouvés dans une large gamme de temps et d'espace.
En 1998, Dodson et Allison Tumarkin ont fait valoir que la structure osseuse pouvait également être expliquée par la pédomorphose spécifique à une espèce, la rétention par les adultes de traits juvéniles. Cela serait prouvé par le fait que l'holotype de M. lowei, spécimen NMC 8790, possédait un os interpariétal, d'une longueur de 609 millimètres, le plus long de tous les spécimens de centrosaurine connus. Le deuxième spécimen le plus long, le NMC 5429 de Centrosaurus apertus, mesure seulement 545 millimètres de long, ce qui montre que le NMC 8790 n’était probablement pas un subadulte. Cependant, en 2006, Michael Ryan a conclu que l'holotype de M. lowei était un sous-adulte exceptionnellement grand, comme le montre un troisième épipariétal, un ostéoderme sur le bord du volant qui commence tout juste à se développer et des sutures du crâne qui ne sont pas complètement fermées. Monoclonius crassus était considéré comme un nomen dubium.

### Espèces douteuses
Le consensus qui se dégage sur le fait que Monoclonius crassus est un nomen dubium implique que le genre est en principe limité à cette espèce type, M. crassus et, en fait, à la souche de lectotype récupérée dans la formation de Judith River du Montana; même l’autre matériau du numéro d’inventaire AMNH 3998 ne peut lui être référé à juste titre. La plupart des autres espèces historiques de Monoclonius ont été référencées à d'autres genres ou sont généralement considérées comme nomina dubia ou nomina nuda.
- M. Crassus Cope, 1876; espèce type, nomen dubium.

- M. recurvicornis a été nommé par Cope en 1889, d'après les fossiles qu'il avait découverts et décrits en 1877. Le spécimen type (AMNH 3999) se composait d'un casse-tête, de deux cornes orbitales droites, d'une corne nasale partiellement courbée vers l'avant et d'autres fragments.

- M. sphenocerus a été nommé par M. Cope dans la même publication de 1889 sous le nom de M. recurvicornis. Le spécimen type consistait en un prémaxillaire et une corne nasale droite haute et distincte. Ce peut être un synonyme de Styracosaurus.

- M. fissus a également été nommé par Cope en 1889 et est basé sur un os (AMNH 3988) qu'il considérait comme un squamosal qui différait des autres espèces par la taille des zones d'attachement avec les parties environnantes du crâne. L'os supposé du squamosal était en fait un ptérygoïde.

- M. lowei a été nommé par Charles M. Sternberg en 1940. La classification actuelle de M. lowei est incertaine. Il est basé sur un grand crâne quelque peu aplati avec une petite corne nasale courbée vers l’arrière. Le type et seul spécimen, le CMN 8790, a été retrouvé dans les couches supérieures de la formation Dinosaur Park en Alberta. CM. Sternberg a souligné la ressemblance de ce spécimen avec Brachyceratops. M. lowei a déjà été considéré comme un synonyme de M. crassus, mais si le spécimen type de cette espèce n'est pas considéré comme diagnostique, M. lowei ne peut pas non plus être placé dans le genre Monoclonius. En 2006, Ryan a suggéré que cela pourrait représenter un individu subadulte de Styracosaurus, Achelousaurus ou Einiosaurus, basé sur la stratigraphie. La validité de M. lowei est affirmée par Peter Dodson, qui la considère «presque certainement comme une espèce pouvant être diagnostiquée» (Dodson 2013 [citation nécessaire]).

### Anciennes espèces
De nombreuses autres espèces ont déjà été attribuées au genre Monoclonius. La plupart d’entre elles ont été reclassées dans d’autres genres ou sont actuellement considérées comme des synonymes d’espèces précédemment nommées.
- M. belli Lambe, 1902; maintenant classé comme Chasmosaurus belli

- M. canadensis Lambe, 1902; maintenant classé comme Eoceratops canadensis
- M. dawsoni Lambe, 1902; synonyme de Centrosaurus apertus
- M. flexus Brown, 1914; synonyme junior de Centrosaurus apertus
- M. Cutleri Brown, 1917; synonyme junior de Centrosaurus apertus
- M. nasicornus a été nommé par Barnum Brown en 1917. Il a déjà été proposé d'être un synonyme junior de Centrosaurus apertus ou de Styracosaurus albertensis (forme possible de la femelle), ou une espèce distincte parfois classée Centrosaurus nasicornus. Une étude menée en 2014 sur les modifications de la croissance chez Centrosaurus a conclu que C. nasicornus est un synonyme junior de C. apertus, représentant un stade de croissance moyen.
- M. montanensis (Gilmore, 1914) Sternberg, 1949; maintenant classé comme Brachyceratops montanensis, qui en soi est un synonyme principal de Rubeosaurus ovatus
- M. longirostris (Sternberg, 1940) Kuhn, 1964; synonyme junior de Centrosaurus apertus
- M. apertus (Lambe, 1904) Kuhn, 1964; maintenant classé comme Centrosaurus apertus
- M. albertensis (Lambe, 1913) Leahy, 1987; maintenant classé comme Styracosaurus albertensis
- M. lammersi (Dodson, 1986) Lehman, 1990; = Avaceratops lammersi Dodson, 1986; = Avaceratops lammersorum (Dodson, 1986) Olshevsky, 1991

## Dans la culture populaire

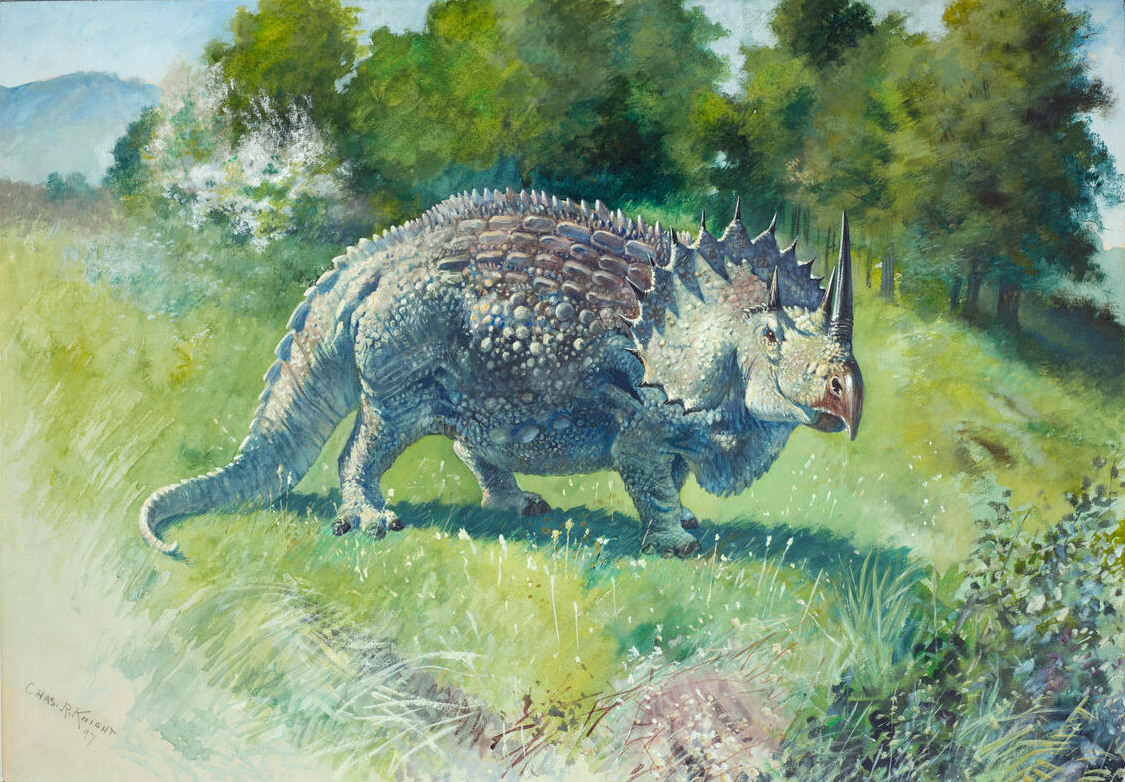
Peinture d'Agathaumas (réalisé avec des traits repris de Monoclonius, à l'époque une espèce ou un proche parent dAgathaumas, alors que lui-même imaginé avec des traits d'autres genres à part de Ceratopsidae) par Charles R. Knight en 1887 et dont le design a été repris pour le film Le monde perdu (1925).

En 1897, l'artiste Charles R. Knight peint Monoclonius sphenocerus (classé à l'époque parmi les espèces d'Agathaumas, donnant donc Agathaumas sphenocerus avant d'être mis dans son propre genre) pour Edward Drinker Cope. Knight a basé sa peinture sur le crâne partiel de M. sphenocerus, avec sa grande corne nasale. Ce crâne pourrait en fait appartenir au genre connu aujourd'hui sous le nom de Styracosaurus. Le corps était basé sur un squelette plus complet de l'espèce Triceratops prorsus qui avait été décrit par O.C. À l'époque, Monoclonius, Agathaumas et Triceratops étaient tous supposés être des parents proches, différant principalement par la disposition des cornes et la présence d'ouvertures dans le volant. Cette peinture a ensuite servi de base (voir reprise complètement) pour le modèle d'Agathaumas dans le film The Lost World de 1925.
Le paléoartiste Zdenek Burian (considéré encore aujourd'hui comme l'un des deux meilleurs avec Charle R. Knight) a également réalisé quelques représentations de Monoclonius (sous son apparence la plus connue de l'animal aujourd'hui, très proche de Centrosaurus) dans les années 50 (au moins 1956),,. Les paléoarts de Burian ont aussi possiblement par la suite servis d'inspiration pour l'apparence de l'animal dans la fameuse ligne de jouet des années 80 Dino Riders.
Monoclonius a ensuite été reconstruit (cette fois sur la base de spécimens maintenant classés Centrosaurus) pour le court-métrage Pre Tistorh Prehistoric Beast (1984). L'année suivante, en 1985, les prises de vue de Prehistoric Beast ont été reprises et incluses dans le documentaire télévisé Dinosaur !, réalisé par Robert Guenette et diffusé sur la chaîne CBS le 5 novembre 1985. Le 6 avril 2011, le Studio Tippett avait publié sur sa chaîne officielle YouTube une restauration numérique du court métrage Prehistoric Beast de 1984.
Etant donné que Monoclonius est désormais reconnu comme Centrosaurus, ces apparitions comptent de par le fait également pour ce genre valide de dinosaure.